# پارک ونسن

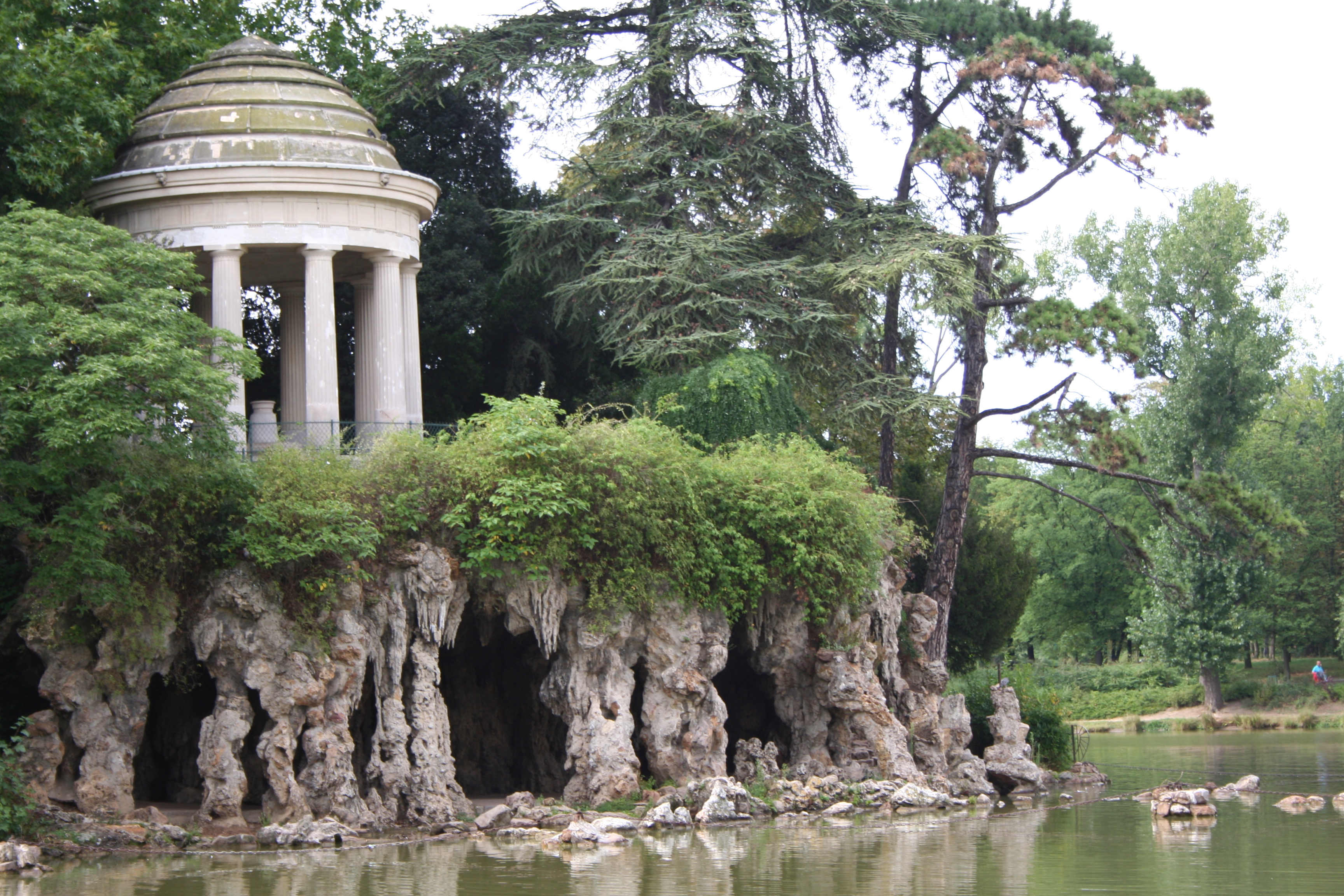
هرم عشق در پارک ونسن

پارک ونسن (به فرانسوی: Bois de Vincennes): پارکی است به سبک انگلیسی که در شرق پاریس واقع است. نام پارک از نام دهکده‌ای به همین نام که در کنار این پارک قرار گرفته است به وام گرفته شده است. گرچه پارک ونسن به علت اینکه منطقه‌ای خالی از سکنه است همانند پارک بولونی به عنوان بخشی از نواحی پاریس در نظر گرفته نمی‌شود اما از نظر اداری جزو منطقه ۱۲ پاریس است.
این پارک داری مساحتی در حدود ۹٫۹۴۷ کیلومتر مربع است که ۳ برابر سنترال پارک نیویورک و ۴ برابر هاید پارک لندن وسعت دارد.

## تاریخچه

Bois de Vincennes

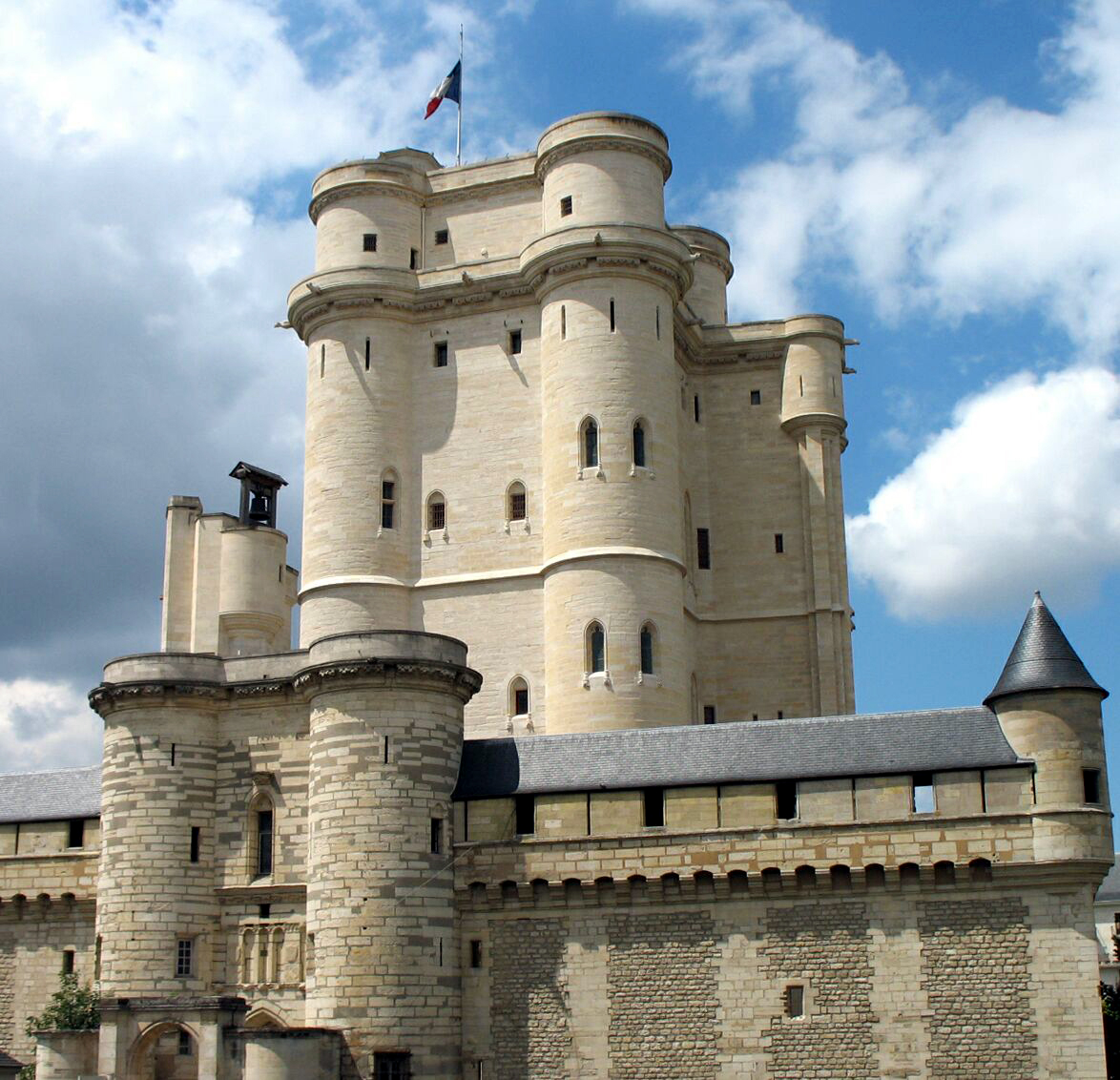
نمایی از قلعه ونسن واقع در پارک ونسن

این منطقه در ابتدا به عنوان شکارگاه سلطنتی شاهان فرانسه مورد استفاده قرار گرفت اما پس از انقلاب کبیر فرانسه به عنوان مکان تمرین نظامی مورد استفاده قرار گرفت. این پارک در سال ۱۸۶۰ و در زمان ناپلئون سوم به صورت پارک عمومی درآمد. این پارک در سال ۱۹۲۹ به منطقه ۱۲ پاریس الحاق شد.

## خصوصیات
در بخش انتهایی این پارک قلعه ونسن قرار دارد که به عنوان کاخ دوم شاهان فرانسه در قرن ۱۴ مورد استفاده قرار می‌گرفت. این قلعه هم‌اکنون به عنوان موزه مورد بازدید عموم قرار می‌گیرد.
در بخش جنوب غربی این پارک نیز عمارت ردوت دوگرای قرار دارد، که از ساخته‌های نظامی عصر لویی فیلیپ پادشاه فرانسه در قرن نوزدهم است.
در غرب این پارک نیز باغ‌وحشی به وسعت ۱۴٫۵ هکتار قرار دارد.

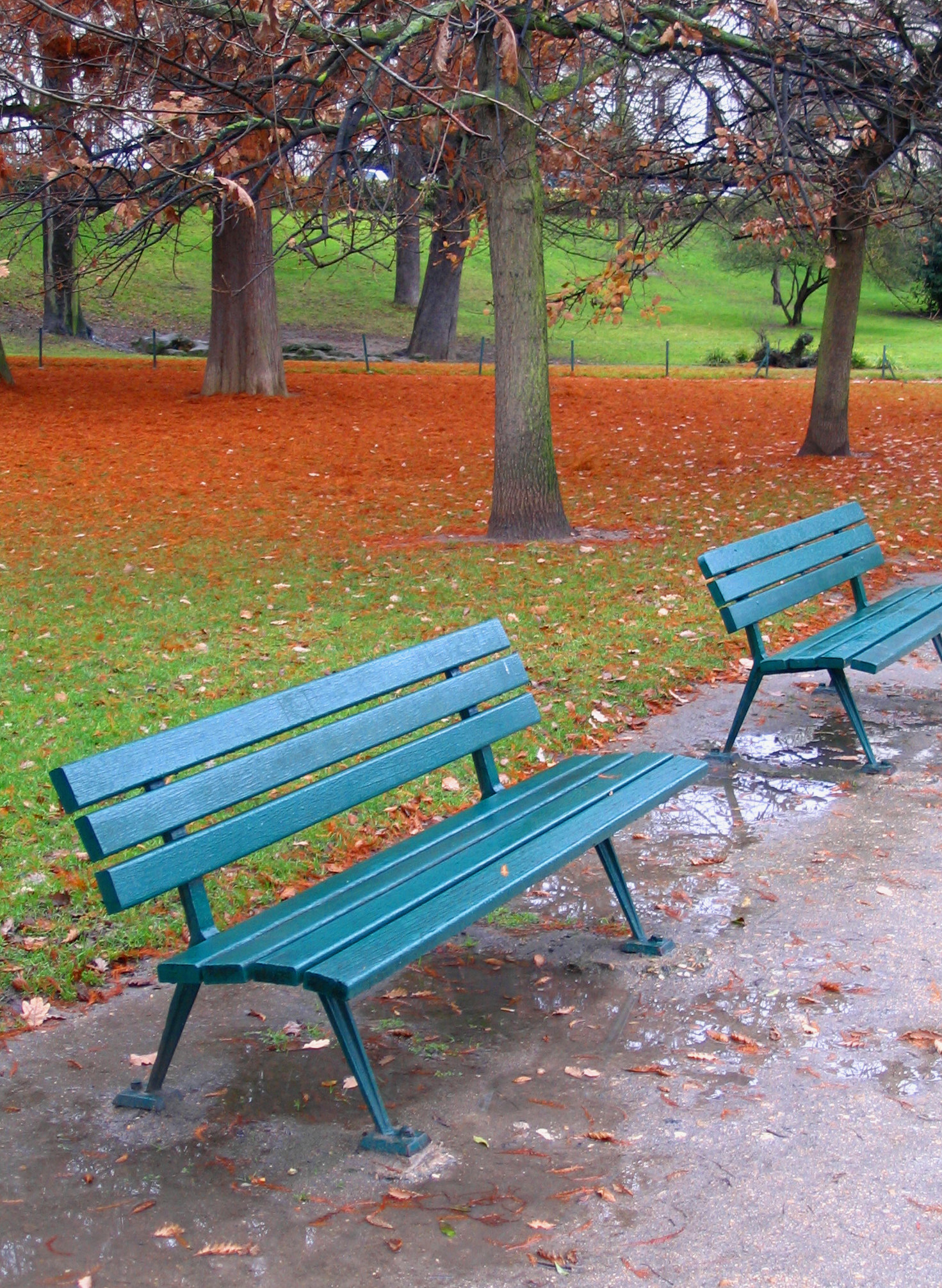
نمایی از پارک ونسن در پاییز